# Maputo (provins)

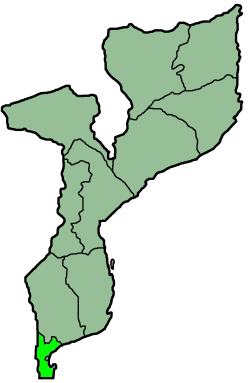
Karta över Moçambique med Maputo markerat i klargrönt.

Maputo är den sydligaste provinsen i Moçambique. Den gränsar till Sydafrika i väster, Swaziland i sydväst, samt Sydafrika igen i söder. Provinsen omger landets huvudstad Maputo och har kust mot Indiska oceanen i öster. Den har 1 259 713 invånare (2007) på en yta av 26 058 km², och är landets snabbast växande provins med en årlig befolkningsökning på 4,5 % mellan åren 1997 och 2007. Den administrativa huvudorten är Matola. Man har haft planer att flytta huvudstaden från Matola till Moamba, men övergivit idén på grund av problem med finansieringen. 

## Administrativ indelning
Provinsen är indelad i sju distrikt och en stad. 
- Distrikt:
  - Boane, Magude, Manhiça, Marracuene, Matutuine, Moamba, Namaacha
- Stad:
  - Matola